# Los parientes pobres
Los parientes pobres (magyarul: Szegény rokonok) egy mexikói telenovella, amit a Televisa készített 1993-ban. A főszerepekben Lucero és Ernesto Laguardia voltak, a gonosz szerepeket Alexis Ayala, Chantal Andere, Humberto Elizondo, Delia Casanova, Ana Patricia Rojo és Bertha Moss játszották el. A telenovella producere Carla Estrada volt.

## Történet
Margarita Santos (Lucero) Mexikóváros közelében, egy kis faluban, San Gabrielben él. Margarita egy előkelő és jólelkű lány, akit a helybéliek is szeretnek. Az élet azonban keményen lesújt: a Santosék családi vállalakozása csődbe megy, emiatt Margarita és családja elszegényedik. 
Nem sokkal később édesapja, Ramiro Santos (Rogelio Guerra) súlyosan megbetegszik. Amiatt, hogy az alapvető megélhetés sincs biztosítva, Ramiro tele lesz gyűlölettel és bosszúvággyal. Unokatestvérét, Evaristo Olmost (Joaquín Cordero) okolja a vállalat tönkretételéért. Margarita és a testvérei is meg vannak győződve arról, hogy a történtekért Evaristo a felelős, Ramiro halálos ágyán megkéri Margaritát, hogy esküdjön meg: kihúzza a családot a nyomorból valamilyen módon, anélkül a büszkeségét és a méltóságát elvesztené. 
A csőd szélén álló család könnyen a gátlástalan, pénzéhes Paulino Zavala (Humberto Elizondo) csapdájába esik, aki felajánlja a vállalat anyagi megsegítését, ám rövidesen kimutatja a foga fehérjét: bántalmazza Margatia anyját, María Inést (Nuria Bages), emellett elterjeszti San Gabrielben a Santos családról azt a pletykát, hogy a csődből erkölcstelen eszközökkel akarnak kitörni. A család szemet huny a hazugságok felett, a helyiek elítélése miatt és hogy ne kísértsék a balsorsot. Eközben megjelenik a faluban Bernardo Ávila (Alexis Ayala), egy élvhajhász gazdag fiú, aki szórakozásból viszonyt kezd Margaritaval és Paulino lányával, Albával (Chantal Andere) egyszerre. 
Eközben Evaristo Olmosnak tudomására jut Santosék helyzete, és felajánlja a családnak, hogy költözzenek hozzá Mexikóvárosba. Margarita még mindig megveti rokonát, hisz édesapja hosszú ideig elhitette vele, hogy ő felel a vállalat csődjéért. A valóság ennél sokkal összetettebb: Evaristo egy jószándékú ember, aki mindig is szerelmes volt María Inésbe, és a család kedvére akart tenni mindig. 
A család Evaristóhoz költözik Mexikóvárosba, ahol számos konfliktusba keverednek a rokonaik miatt a körülöttük levő emberekkel. A bajt tovább tetézi, hogy a városba költözik Paulino is a családjával, azzal a céllal, hogy befeketítse a családot, ahogyan azt vele tették San Gabrielben. 
A Santos családból mindenkinek kijut a konfliktusokból, de nem veszíthetik el a méltóságukat, és az élet adta leckéket is megtanulják. Margarita megismeri Jesúst (Ernesto Laguardia), egy egyszerű , kedves fiút, aki azonnal beleszeret Margaritába, mindezt bármiféle érdek nélkül és őszintén. Ám Margaritát elvakítja Bernardo iránt érzett szerelme, nem tudja, hogy Bernardo csúnyán kihasználja a lány érzelmeit. Bernardo valójában a lány pénzét akarja. Alba személyében Margarita ellenségre is lel.  

## Szereposztás
- Lucero – Margarita Santos
- Ernesto Laguardia – Jesús "Chucho" Sánchez
- Chantal Andere – Alba Zavala
- Alexis Ayala – Bernardo Ávila
- Nuria Bages – María Inés de Santos
- Joaquín Cordero – Evaristo Olmos
- Humberto Elizondo – Paulino Zavala
- Rogelio Guerra – Ramiro Santos
- Delia Casanova – Eloísa de Olmos
- Ana Patricia Rojo – Griselda Olmos
- Claudia Ramírez – Juliana Santos
- Maribel Fernández – Amalia de Zavala
- Luis Gimeno – Marlon
- Eduardo López Rojas – Padre Cayetano
- Bertha Moss – Tía Brígida
- Guillermo Aguilar – Dr. Samuel Gómez
- Ernesto Godoy – Silverio Santos
- Alejandro Aragón – Cristóbal
- Socorro Avelar – Toñita
- Jerardo – Felipe Olmos
- Esteban Soberanes – Gabriel Olmos
- José María Torre – Luisito Santos
- Estela Barona – Alondra
- Patricia Martínez – Rosa
- Guy de Saint Cyr – Jean Paul Dominique
- Pituka de Foronda – Magdalena
- Oscar Servín – Francois
- Fabiola Campomanes – Elda
- Patricia Navidad – Esmeralda
- Consuelo Duval – Celina
- Susana Lozano – Pilar
- Paola Otero – Bertha
- Isabel Martínez "La Tarabilla" – Telefonista
- Lorenzo de Rodas – Roque del Toro
- Amparo Montes
- Mauricio Ferrari
- Bárbara Córcega
- Guadalupe Bolaños
- José Antonio Ferral
- José Luis Castañeda – Erasmo
- María Luisa Coronel – Petrita
- Isabel Cortázar – Sandra
- Marco de Joss – Marco
- Carlos Osiris – Vago
- Rafael de Quevedo – Genaro
- Fernando Lavín – Chencho
- Sara Luz – Patricia
- Pedro Luévano – Manuel
- Pedro Morante – Don José
- Genoveva Pérez – Clementina
- Ivette Reyna – Flora
- Guillermo Sauceda – Ignacio
- Rafael Bazán – Pelón
- Angélica Soler – Lidia
- Margarita Valencia – Isidra

## Érdekességek
- Chantal Andere , Humberto Elizondo és Nuria Bages később együtt szerepelt a Paula és Paulinaban.
- Chantal Andere és José María Torre később együtt szerepelt A betolakodóban, amiben testvéreket alakítottak.
- Delia Casanova és Humberto Elizondo később együtt szerepelt az Esperanzában.
- Lucero, Humberto Elizondo és Rogelio Guerra később együtt szerepelt a Mindörökké szerelemben.
- Ana Patricia Rojo első gonosz szerepét játszotta a sorozatban.
- Chantal Andere Chantal néven jelenik meg a főcímben.

## Díjak és jelölések

### TvyNovelas-díj 1994
| Kategória                      | Jelölt neve       | Eredmény |
| ------------------------------ | ----------------- | -------- |
| Legjobb telenovella            | Carla Estrada     | Jelölés  |
| Legjobb férfi főszereplő       | Ernesto Laguardia | Jelölés  |
| Legjobb női gonosz             | Chantal Andere    | Jelölés  |
| Legjobb férfi gonosz           | Humberto Elizondo | Jelölés  |
| Legjobb férfi főmellékszereplő | Joaquín Cordero   | Jelölés  |
| Legjobb fiatal színésznő       | Lucero            | Nyertes  |
| Legjobb főcímzene              | Lucero            | Jelölés  |